# Rampurkha
Rampurkha – gaun wikas samiti w zachodniej części Nepalu w strefie Lumbini w dystrykcie Nawalparasi. Według nepalskiego spisu powszechnego z 2001 roku liczył on 695 gospodarstw domowych i 4402 mieszkańców (2176 kobiet i 2226 mężczyzn).